# Arhopalus brunneus
Arhopalus brunneus là một loài bọ cánh cứng trong họ Cerambycidae.